# Achim Exner

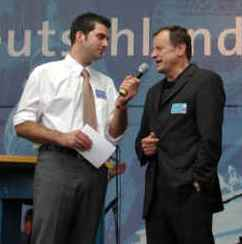
Peter Kunz und Achim Exner (rechts) bei einer Kundgebung vor der Bundestagswahl 2002 in Wiesbaden

Achim Exner (* 1. Dezember 1944 in Breslau) ist ein deutscher Volkswirt. Er war von 1985 bis 1997 Oberbürgermeister der Stadt Wiesbaden.

## Leben
Exner ist seit 1966 Mitglied der SPD. Er studierte von 1967 bis 1972 Volkswirtschaft an der Johannes-Gutenberg-Universität in Mainz. Von 1972 bis 1975 arbeitete er in Wiesbaden für eine Mieterschutzorganisation.
Später wurde er Vorsitzender der SPD-Fraktion in der Wiesbadener Stadtverordnetenversammlung und danach als Sozialdezernent hauptamtliches Magistratsmitglied der hessischen Landeshauptstadt. 1985 wurde er zum Oberbürgermeister gewählt und 1991 wieder gewählt, letztmals von der Stadtverordnetenversammlung. Kurz danach nahm er als erstes Stadtoberhaupt in Deutschland ein halbes Jahr Erziehungsurlaub. Für eine dritte Wahlperiode bewarb er sich 1997 nicht mehr. Exner gilt als Entdecker des späteren Oberbürgermeisters Sven Gerich.
Bis März 2011 fungierte er als Bundesliga-Ausschuss-Vorsitzender des VC Wiesbaden und ist Vorsitzender des Vereins „Blauer Salon“ in Achims Rat-Haus.
Er hat zwei Töchter.

## Ehrungen
1997 Eintragung ins Goldene Buch der Stadt Wiesbaden. Seit 2000 ist Exner Ehrenbürger der Stadt Görlitz. Außerdem ist er Stadtältester in Wiesbaden.